# Fundação Gregório de Mattos
A Fundação Gregório de Mattos (FGM) é uma fundação governamental municipal cultural brasileira localizada em Salvador, na Bahia. Mantida pela prefeitura da cidade, foi criada em 1986, na segunda gestão do prefeito Mário Kertész. Seu nome homenageia o poeta do Brasil Colonial Gregório de Matos.
Dentro da estrutura governamental municipal, está vinculada à Secretaria de Desenvolvimento, Turismo e Cultura (Sedes). A FGM é responsável pela administração de espaços culturais soteropolitanos, como o Museu da Cidade, a Casa do Benin, o Arquivo Histórico Municipal e o Espaço Cultural da Barroquinha.
A FGM é presidida pelo produtor e diretor teatral Fernando Guerreiro, desde 2013.

## Eventos culturais
Em abril de 2006, uma série de eventos culturais foram feitos nos bairros de Salvador através do projeto Mestres Populares da Cultura que tem como proposta ressaltar aspectos sociais e manifestações artísticas e religiosas que fomentam a identidade de cada bairro.